# Maxillaria curvicolumna
Maxillaria curvicolumna är en orkidéart som beskrevs av Mario Alberto Blanco och Kurt M. Neubig. Maxillaria curvicolumna ingår i släktet Maxillaria och familjen orkidéer.
Artens utbredningsområde är Panamá. Inga underarter finns listade i Catalogue of Life.